# Charsy
Charsy (biał. Харсы, ros. Харсы) – wieś na Białorusi, w obwodzie brzeskim, w rejonie brzeskim, w sielsowiecie Tomaszówka, położona nad Bugiem na wprost polskiej miejscowości Pawluki.

## Historia
W XVI w. Charsy (Karsy) były leżącą nad brzegiem Bugu osadą flisaków i rybaków. Wraz z Dołhobrodami, Pawlukami i Lipinkami należały do włości dołhobrodzkiej Bohowitynowiczów, Radziwiłłów, Leszczyńskich i ponownie Radziwiłłów (od 2 poł. XVII w.), wchodząc w skład klucza sławatyckiego dóbr bialskich. Znajdowała się tu przeprawa przez rzekę, a Charsy wraz z Lipinkami pełniły rolę portów załadowczych dla wywozu towarów z dóbr dołhobrodzkich.
Wieś magnacka położona była w końcu XVIII wieku w powiecie brzeskolitewskim województwa brzeskolitewskiego.
W XIX w. wieś znajdowała się w gminie Domaczewo w powiecie brzeskim guberni grodzieńskiej. Istniały tu cerkiew i szkoła.
W okresie międzywojennym Charsy należały do gminy Domaczewo w powiecie brzeskim województwa poleskiego. Według spisu powszechnego z 1921 r. była to wieś licząca w sumie 71 domów. Mieszkało w niej 316 osób: 137 mężczyzn i 179 kobiet. Wyznania rzymskokatolickiego było 5 mieszkańców, pozostali (311) byli prawosławni. Pod względem narodowościowym 270 deklarowało się jako Rusini, zaś 46 jako Polacy.
Wiosną 1944 r. w rejonie Charsy – Pawluki w trakcie przeprawy przez Bug oddziałów partyzantki radzieckiej ("Muchy" i Satanowskiego) doszło do starcia z żandarmerią niemiecką, w wyniku czego wieś została spalona.
Po II wojnie światowej w granicach ZSRR i od 1991 r. w niepodległej Białorusi. W wyniku ustanowienia granicy na Bugu Charsy, podobnie jak inne nadrzeczne miejscowości, zostały przesiedlone o 1,5-3 km na wschód.

## Współczesność
Obecnie w Charsach istnieje przystanek kolejowy Charsy na trasie między stacjami Kolei Białoruskich: Brześć Centralny – Włodawa (w Tomaszówce).